# Bohdan Ulihrach
Bohdan Ulihrach  (Kolín, 23 februari 1975) is een voormalig Tsjechisch tennisser.In zijn professionele carrière won Ulihrach drie ATP-toernooien in het enkelspel en stond daarnaast in nog zes ATP-finales.
In 1996 verloor Ulihrach met teamgenoten Petr Korda  en Daniel Vacek de finale om de World Team Cup tegen Zwitserland met 2-1. 
Tijdens het ATP-toernooi van Moskou in 2002 werd na een dopingcontrole in zijn urine sporen aangetroffen van (afbraakproducten van) het verboden middel nandrolon.Hierop werd in eerste instantie Ulihrach voor twee jaar geschorst maar na een beroepsprocedure alsnog vrijgesproken.

## Palmares

#### Enkelspel
| Legenda                       | Legenda               |
| ----------------------------- | --------------------- |
| Grand Slam                    |                       |
| Olympische Spelen             |                       |
| tot 2009                      | vanaf 2009            |
| Tennis Masters Cup            | ATP Finals            |
| ATP Masters Series            | ATP Tour Masters 1000 |
| ATP International Series Gold | ATP Tour 500          |
| ATP International Series      | ATP Tour 250          |

| Nr.              | Datum           | Toernooi         | Ondergrond | Tegenstander in finale | Score              | Details |
| ---------------- | --------------- | ---------------- | ---------- | ---------------------- | ------------------ | ------- |
| Gewonnen finales |                 |                  |            |                        |                    |         |
| 1.               | 6 augustus 1995 | ATP Praag        | Gravel     | Javier Sánchez         | 6-2, 6-2           | Details |
| 2.               | 5 november 1995 | ATP Montevideo   | Gravel     | Alberto Berasategui    | 6-2, 6-3           | Details |
| 3.               | 2 augustus 1998 | ATP Umag         | Gravel     | Magnus Norman          | 6-3, 7-6(0)        | Details |
| Verloren finales |                 |                  |            |                        |                    |         |
| 1.               | 25 juni 1995    | ATP Sankt Pölten | Gravel     | Thomas Muster          | 3-6, 6-3, 1-6      | Details |
| 2.               | 5 mei 1996      | ATP Praag        | Gravel     | Jevgeni Kafelnikov     | 5-7, 6-1, 3-6      | Details |
| 3.               | 16 maart 1997   | ATP Indian Wells | Hardcourt  | Michael Chang          | 6-4, 3-6, 4-6, 3-6 | Details |
| 4.               | 4 mei 1997      | ATP Praag        | Gravel     | Cédric Pioline         | 2-6, 7-5, 6-7      | Details |
| 5.               | 7 januari 2001  | ATP Doha         | Hardcourt  | Marcelo Ríos           | 3-6, 6-2, 3-6      | Details |
| 6.               | 15 juli 2001    | ATP Båstad       | Gravel     | Andrea Gaudenzi        | 5-7, 3-6           | Details |

## Prestatietabel
| Legenda | Legenda                          |
| ------- | -------------------------------- |
| g.t.    | geen toernooi gehouden           |
| l.c.    | lagere categorie                 |
| –       | niet deelgenomen                 |
| G       | uitgeschakeld in de groepsfase   |
| 1R      | uitgeschakeld in de eerste ronde |
| 2R      | uitgeschakeld in de tweede ronde |
| 3R      | uitgeschakeld in de derde ronde  |
| 4R      | uitgeschakeld in de vierde ronde |
| KF      | uitgeschakeld in de kwartfinale  |
| HF      | uitgeschakeld in de halve finale |
| F       | de finale verloren               |
| W       | het toernooi gewonnen            |
| w-v     | winst/verlies-balans             |

### Prestatietabel grand slam, enkelspel
| Toernooi        | 1995 | 1996 | 1997 | 1998 | 1999 | 2000 | 2001 | 2002 | 2003 | 2004 | 2005 | 2007 |
| --------------- | ---- | ---- | ---- | ---- | ---- | ---- | ---- | ---- | ---- | ---- | ---- | ---- |
| Australian Open | –    | 2R   | 1R   | –    | 4R   | –    | 2R   | 1R   | –    | 1R   | 1R   | –    |
| Roland Garros   | 2R   | 3R   | 2R   | 3R   | 4R   | 2R   | 3R   | 1R   | –    | 1R   | –    | 2R   |
| Wimbledon       | 1R   | 3R   | –    | 2R   | 1R   | 1R   | 1R   | 1R   | –    | 1R   | 1R   | 1R   |
| US Open         | 2R   | 2R   | 2R   | 2R   | 1R   | 1R   | 1R   | 1R   | 2R   | –    | –    | –    |

### Prestatietabel grand slam, dubbelspel
| Toernooi        | 2003 | 2004 | 2005 |
| --------------- | ---- | ---- | ---- |
| Australian Open | –    | 1R   | 1R   |
| Roland Garros   | –    | –    | –    |
| Wimbledon       | –    | –    | –    |
| US Open         | 2R   | –    | –    |